# صبا شهر
صبا شهر (بالفارسية: صباشهر) هي مدينة تقع في إيران في قسم. يقدر عدد سكانها بـ 18,132 نسمة .